# تومي لويد
تومي لويد (بالإنجليزية: Tommy Lloyd)‏ هو مدرب كرة سلة أمريكي، ولد في 21 ديسمبر 1974 في كيلسو في الولايات المتحدة.